# Cubingmodell
Ein Cubingmodell ist ein dreidimensionales Modell, das aus einem Kunststoff erstellt wird, der sich ähnlich wie Holz verarbeiten lässt. Zur Formgebung werden meist Feilen und Pasten verwendet. Solche Modelle dienen als Anschauungsmodelle, nicht aber als Funktionsmodelle. Häufig anzutreffen ist diese Art der Modelle in der Automobilbranche.